# Ken Frost
Ken Frost (Municipi de Rødovre, 15 de febrer de 1968) va ser ciclista danès que s'especialitzà en el ciclisme en pista, on va aconseguir una medalla de bronze als Jocs Olímpics de Barcelona en persecució per equips.
És el germà del Campió olímpic a Seül en Puntuació Dan Frost.

## Palmarès en pista
- 1987
  -  Campió de Dinamarca de Persecució per equips
- 1988
  -  Campió de Dinamarca de Puntuació
  -  Campió de Dinamarca de Persecució per equips
- 1990
  -  Campió de Dinamarca de Puntuació
  -  Campió de Dinamarca de Persecució per equips
- 1992
  -  Medalla de bronze als Jocs Olímpics de Barcelona en persecució per equips (amb Jimmi Madsen, Jan Bo Petersen, Michael Sandstød i Klaus Kynde Nielsen)
- 1993
  -  Campió de Dinamarca de Puntuació
  -  Campió de Dinamarca de Persecució per equips